# Batalha de Hipona
Batalha de Hipona ou Batalha de Hipo Régio foi uma batalha naval travada em 46 a.C. durante a Segunda Guerra Civil da República Romana entre as forças cesarianas comandadas pelo mercenário Públio Sítio Nocerino e as pompeianas lideradas por Metelo Cipião. Completamente derrotado, Cipião matou-se logo após a batalha.

## Contexto
Depois da destruição do seu exército em África, na Batalha de Tapso, o comando pompeiano desintegrou-se. O comandante da guarnição de Útica, Catão, o Jovem, quando soube da aproximação de César, matou-se. O rei Juba I da Numídia e Marco Petreio combinaram um duelo até a morte no qual o vencedor depois se mataria.
Lúcio Afrânio e Fausto Cornélio Sula conseguiram fugir com 1 500 cavaleiros até o Reino da Mauritânia e dali pretendiam partir para a Hispânia, mas foram emboscados pelo mercenário Públio Sítio Nocerino. Aprisionados, os dois foram mortos dias depois, por ordem de César segundo alguns e por seus próprios homens segundo outros. Sítio Nocerino era um aliado de Boco II da Mauritânia e tinha como missão tomar Cirta, a capital de Juba I, enquanto César desembarcava em Ruspina. Por sua causa, Juba foi obrigado a dividir suas forças, enviando o general Saburra para enfrentá-lo, o que facilitou a vitória em Tapso. Saburra foi morto em combate e o seu exército destruído por Sítio Nocerino e Boco II.
Finalmente, Metelo Cipião tentou fugir pelo mar até Útica para se juntar a Catão, mas o clima levou sua frota até Hipo Régio, onde foi obrigado a lutar com a frota de Sítio Nocerino. Em grande desvantagem numérica, a frota pompeiana foi completamente destruída. Sem esperança de fugir, Metelo Cipião apunhalou-se e atirou-se ao mar. Apenas Tito Labieno, Públio Ácio Varo e os irmãos Sexto e Cneu Pompeu conseguiram chegar à Hispânia, onde seriam derrotados no ano seguinte na Batalha de Munda.